# Богородицкий сельсовет (Липецкая область)
Богородицкий сельсовет — сельское поселение в Добринском районе Липецкой области Российской Федерации.
Административный центр — железнодорожная станция Плавица.

## История
Статус и границы сельского поселения установлены Законом Липецкой области от 23 сентября 2004 года № 126-ОЗ «Об установлении границ муниципальных образований Липецкой области»

## Население
| 2010  | 2012  | 2013  | 2014  | 2015  | 2016  | 2017  |
| ----- | ----- | ----- | ----- | ----- | ----- | ----- |
| 4118  | ↘4031 | ↘3962 | ↘3939 | ↘3907 | ↘3870 | ↘3845 |
| 2018  | 2021  |       |       |       |       |       |
| ↘3826 | ↘3759 |       |       |       |       |       |

## Состав сельского поселения
| № | Населённый пункт | Тип населённого пункта                          | Население |
| - | ---------------- | ----------------------------------------------- | --------- |
| 1 | Благодать        | деревня                                         | 199       |
| 2 | Богородицкое     | село                                            | 331       |
| 3 | Ольговка         | деревня                                         | 484       |
| 4 | Плавица          | железнодорожная станция, административный центр | ↘2883     |
| 5 | Пролетарий       | посёлок                                         | 221       |